# Велен-ан-Э
Веле́н-ан-Э (фр. Velaine-en-Haye) — коммуна во французском департаменте Мёрт и Мозель региона Лотарингия. Относится к кантону Домевр-ан-Э. 

## География
Велен-ан-Э расположен в 11 км к западу от Нанси посередине между Нанси и Тулем в лесном массиве Э. Соседние коммуны: Сексе-ле-Буа на севере, Гондревиль на юго-западе, Фонтенуа-сюр-Мозель на северо-западе.

## История
- В XVII веке Велен принадлежал приходу Гондревиля.
- Коммуна сильно пострадала во время Второй мировой войны 1939—1945 годов.

## Демография
Население коммуны на 2010 год составляло 1435 человек.
| 1962 | 1968 | 1975 | 1982 | 1990 | 1999 | 2010 |
| ---- | ---- | ---- | ---- | ---- | ---- | ---- |
| 365  | 410  | 798  | 867  | 1310 | 1498 | 1435 |

## Достопримечательности
- Автомобильный музей содержит около ста экспонатов.
- Военный музей «Зал Паттона». Военные экспонаты американской техники времён Второй мировой войны.